# Пити (Кампобасо)
Пити је насеље у Италији у округу Кампобасо, региону Молизе.
Према процени из 2011. у насељу је живело 40 становника. Насеље се налази на надморској висини од 494 м.